# Landkirchen auf Fehmarn
Landkirchen är en by på ön Fehmarn och även en stadsdel (tyska: Stadtteil) i staden Fehmarn i Landkreis Ostholstein i Schleswig-Holstein. Stadsdelen Landkirchen var en kommun fram till den 1 januari 2003 när den tillsammans med de andra kommunerna på ön bildade staden Fehmarn.

## Historia och sevärdheter

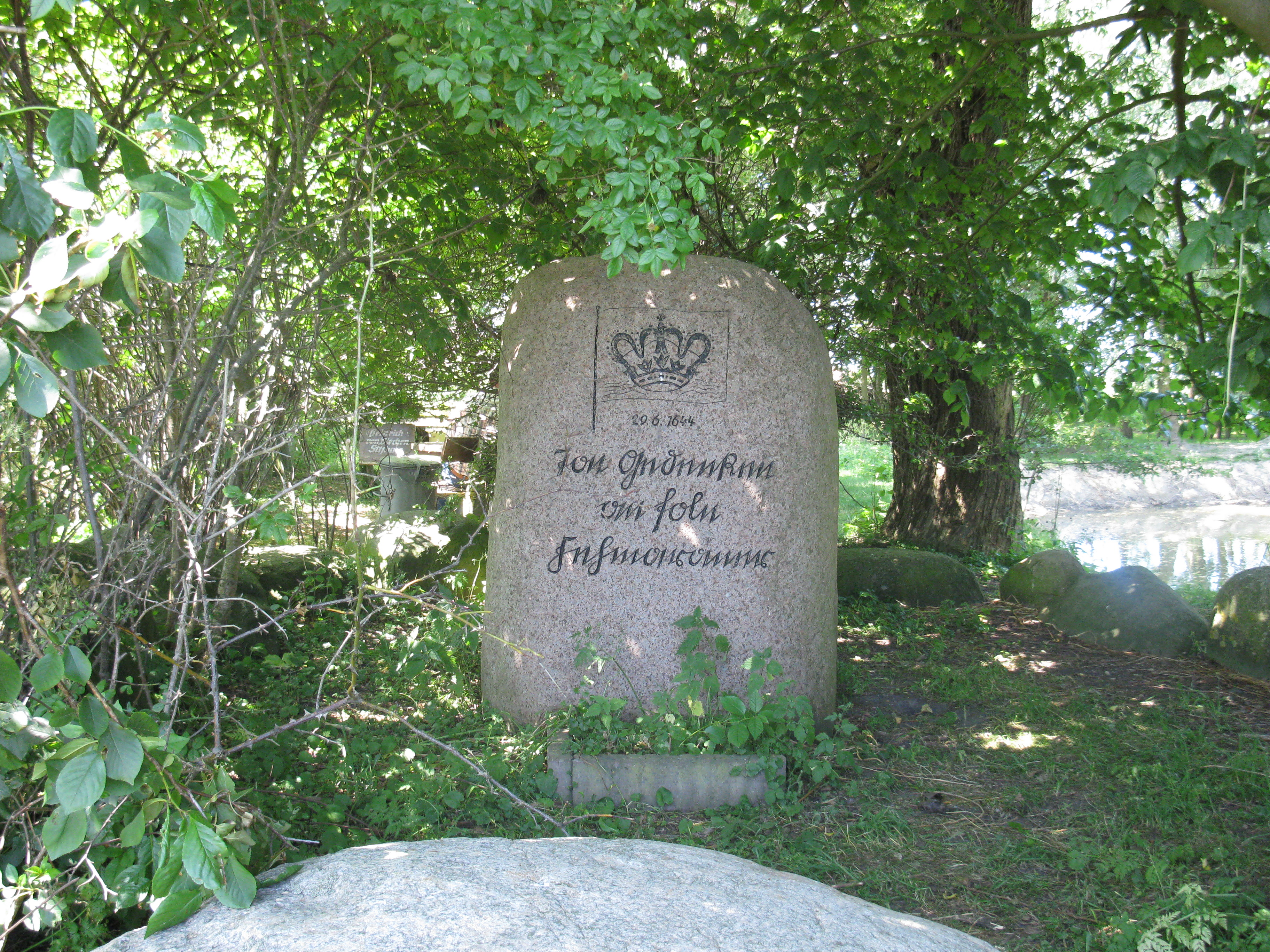
Minnesstenen vid dammen Kriegssoll

Landkirchen finns inte med i Kung Valdemars jordebok från år 1230, den första omnämningen är daterad 26 september 1335.
Ortens ursprung kan likställas med byggandet av kyrkan, St. Petri, som förmodligen ägde rum mellan 1230 och 1250. Detta skulle kunna förklara byns relativt lilla yta. I de Landt Kercke, tidvis också kallad landeskrone, korsades de viktigaste öst-västliga och nord-sydliga vägarna på ön. Den regionala betydelsen av platsen kan också härledas till att den var förvaringsplats åt alla viktiga handlingar (tyska: Landesblocks) som rörde landskapet Fehmarn.
Runt om kyrkan och kyrkogården etablerade sig under århundradena hantverkare med små landinnehav, en folkräkning från 1693 visar 40 boställen. Det fanns värdshus, snickare, smeder, glasmästare, vävare och tröskare för de omkringliggande byarnas behov.
Under åren 1847-1853 levde den tyske författaren Klaus Groth som gäst hos organisten Leonhard Selle som bodde på orten. Groth skrev under den här tiden sin lågtyska diktsamling Quickborn.
Mittemot St. Petri kyrka, på huvudgaten, finns det sevärda ålhuset (Aalhus), ett korsvirkeshus från 1822 med halmtak och utskjutande övervåning. På utsidan av huset finns ett så kallat bomärke (tyska: Hausmarke). Bomärken användes tidigare på Fehmarn för att märka ut till ett visst hus hörande byggnader, utrustning, gränsstenar och liknande. Endast fria bönder (inte daglönare och hantverkare) förfogade över bomärken. Ursprungligen var över 200 olika bomärken i bruk på Fehmarn, en del av dem liknade germanska runor eller geometriska figurer. Numera ser man sällan bomärkena, men de användes fram till 1600-talet som sigill eller som ersättning för en underskrift. Ytterligare märken hittar man på bönpallen i St. Petri-kyrkan i Landkirchen.
Vid vägen till Ostermarkelsdorf i den nordostliga delen av orten finns en damm (Kriegssoll) och ett sevärt minnesmärke med samma namn. Minnesmärket erindrar om slakten på Fehmarn under det trettioåriga kriget den 29 juni 1644.
Den del av öns järnväg som löpte genom Landkirchen är stängd för persontrafik sedan 1956 och för godstrafik sedan 1994, spåren kan fortfarande ses, bl.a. i området kring Mühlenweg. På banvallen har en cykelväg anlagts.